# Salzburški muzej

Salzburški muzej v Novi Rezidenci, nekdaj Carolino Augusteum, je muzej za umetnostno in kulturno zgodovino mesta in dežele Salzburg.
Danes muzej kot organizacija vključuje tudi muzeje: Panorama, muzej v trdnjavi Hohensalzburg, ljudski muzej v  dvorcu Hellbrunn, arheološki muzej in muzej igrač, in tudi Keltski muzej v Halleinu. 
Muzej je del Unescove dediščine Zgodovinsko središče mesta Salzburg.

## Zgodovina

### Izvor
Salzburški muzej je bil ustanovljen leta 1834, ko je bila majhna zbirka vojaških spominskih zapisov dostopna javnosti za formaliziranje spominov na napoleonske vojne. Po revoluciji leta 1848 je zbirka postala uradni mestni muzej Salzburga.

### 20. stoletje
Leta 1924 so naravoslovni predmeti muzeja dobili samostojno stavbo v Haus der Natur, Salzburg. Leto pozneje je zbirka ljudske kulture odprla podružnico v Monatsschlössl v parkih dvorca Hellbrunn.
Med drugo svetovno vojno je muzej dobil tri neposredne zadetke  bomb. Večina zbirke je bila že prestavljena v rudnike, ki so služili kot bunkerji; vendar je bila stavba popolnoma uničena skupaj s številnimi predmeti, ki so bili preveliki za premikanje. Med ameriško okupacijo je iz njihovih bunkerjev izginilo več predmetov, med njimi tudi zbirka zlatih kovancev, ki so jih hranili v rudnikih soli v Halleinu. Nova stavba je bila kot provizorični muzej odprta leta 1967. Debata o končni in najvrednejši lokaciji za sedež Salzburškega muzeja je trajala desetletja. V tem času so bile odprte še druge podružnice Salzburškega muzeja: Arheološki muzej 1974, Muzej igrač leta 1978 in na novo razvit Trdnjavski muzej leta 2000. Do leta 1997 so se končno dogovorili za Novo Rezidenco kot novo prizorišče Salzburškega muzeja.

### 21. stoletje
Muzej je bil ponovno odprt leta 2005. Muzej je leta 2009 prejel nagrado Evropski muzej leta.

## Zbirke
Med razstavljenimi predmeti so med drugim:
- Pohištvo iz dvorca Anif (Schloss Anif)
- Mohrova priredba (približno 1820) pesmi Sveta noč
- Najstarejši primer bas klarineta
- Izvirni rokopis knjige Missa Salisburgensis à 53 voci

## Zunanje povetave
- Webseite des Museums (salzburgmuseum.at)
- Viva! MOZART